# Rosalie Gangué
Rosalie Baguepeng Gangué, född 21 maj 1975 i N'Djamena, är en före detta medeldistanslöpare från Tchad.
Vid Världsmästerskapen i friidrott 1991 i Tokyo noterade hon som sextonåring en tid på 4:54.41 på 1500 meter och hon blev trettonde kvinna i mål.
Gangué deltog också i Olympiska sommarspelen 1992 i Barcelona där hon sprang 800 meter och 1500 meter. Hon diskvalificerades under 800-metersloppet och hade näst långsammaste kvaltid på 1500 meter och tog sig därför inte vidare till finalen. Hon var den första kvinnan från Tchad att delta i ett olympiskt spel.
Efter idrottskarriären har Baguepeng Gangué varit politiskt engagerad i sitt hemland.

## Personliga rekord
- 800 meter – 2:16.04 (1994)[4]
- 1 500 meter – 4:52.47 (1991)[4]